# Radelchi II di Benevento
Radelchi II (IX secolo – 907) è stato un principe longobardo.
Figlio di Adelchi, sposò Arniperga figlia di Pandone di Capua e sorella di Pandolfo V di Capua. Nell'881 spodesto il cugino Gaideris di Benevento
divenendo principe di Benevento governando con fasi alterne fino al 900. Il suo principato ebbe una lunga interruzione a causa delle guerre con bizantini e Spoletini.
Nell'884 (o nell'885), fu deposto ed esiliato da suo fratello Aione II dopo che i Bizantini, guidati da Niceforo Foca il vecchio, avevano riconquistato la Calabria nell'883.
Nell'897 (o nell'898) riuscì a ripristinare il suo dominio. Ma a gennaio del 900 venne deposto dal cugino Atenolfo I di Capua.